# Fimbristylis virella
Fimbristylis virella är en halvgräsart som beskrevs av Ethirajalu Govindarajalu. Fimbristylis virella ingår i släktet Fimbristylis och familjen halvgräs. Inga underarter finns listade i Catalogue of Life.